# 長野県立農林専門学校 (旧制)
| 長野県立農林専門学校 （長野農専） | 長野県立農林専門学校 （長野農専） |
| --------------------------------- | --------------------------------- |
| 創立                              | 1945年                            |
| 所在地                            | 長野県上伊那郡南箕輪村            |
| 初代校長                          | 村上明彦                          |
| 廃止                              | 1952年                            |
| 後身校                            | 信州大学                          |
| 同窓会                            | 信州大学農学部同窓会              |

長野県立農林専門学校 （ながのけんりつのうりんせんもんがっこう） は、1945年 （昭和20年） に設立された旧制専門学校。

## 概要
- 第二次世界大戦中に農産体制増強のために設立された農林専門学校 （農専、旧称 高等農林学校） の一つ。
- 本科に農科・林科の 2科を設置した。
- 学制改革で信州大学農学部の母体となった。
- 同窓会は 「信州大学農学部同窓会」 と称し、旧制・新制合同の会である。

## 沿革
前史
長野県上伊那農業学校 （略称：上農、現・長野県上伊那農業高等学校） は、最終学年 （5年生） を小規模寮に分散入寮させて行う塾風教育を特徴としていたが、1943年の中等学校令により 4年制に短縮されてレベルダウンしたため、50周年 （1945年5月） 記念事業として農林専門学校の設立を計画した。長野県内の他の有力農業学校でも同様の動きがあったが、地元の協力により多くの寄附金を集めた上農が農専併設を勝ち得た。
- 1943年7月： 上伊那農業学校同窓会理事会、50周年記念事業として農専設立運動開始を決定。
- 1943年10月： 長野県に 「県立高等農林学校設置要望書案」 を提出。
- 1943年12月： 長野県議会、上伊那農業学校に県立農専を併設する建議案を可決。
  - 同月、農専設置委員会結成。創設費 100万円 （のち 150万円） の分担を決定。
上農同窓会 15万円、地元上伊那郡伊那町 20万円のほか、龍水社 （製糸組合、現・JA上伊那） 30万円など。
- 1944年12月： 長野県会、農専建設予算可決。

長野県立農林専門学校
- 1945年2月5日： 専門学校令により長野県立農林専門学校設立認可 （文部省告示第27号）。
- 1945年2月12日： 長野県立農林専門学校規則公布 （長野県令）。
  - 本科 （修業年限3年） に農科・林科を設置。
- 1945年4月： 開校。15日、第1回入学式 （仮校舎の伊那商業学校講堂にて）。
  - 全寮制、上伊那農校 「上農寮」 での塾風教育を継承。
- 1946年3月： 仮寄宿舎竣工、上農寮から移転。塾風教育と訣別。
- 1947年5月： 上農寮の近接地、中の原 （上伊那郡南箕輪村） に校舎竣工し移転。
- 1947年10月： 長野県会、農専大学昇格意見書を可決。
- 1947年12月： 県立農林専門学校大学期成同盟会結成、単独での大学昇格を目指した。
- 1948年3月： 第1回卒業。
- 1948年4月： 文部省の一県一大学方針を受けて、長野県高専校長会議に参加 （信州大学案）。
- 1948年7月： 信州大学設置認可申請。
  - 当初は単独で県立農科大学として申請したが不認可となり、信州大学に参加した。
- 1949年3月： 新寄宿舎 「中原寮」 竣工、仮寮から移転。
- 1949年5月31日： 新制信州大学発足。
  - 旧制長野県立農林専門学校は、農学部 （農学科・林学科） の母体となった。
- 1949年11月： 大学昇格記念式典挙行。
- 1951年3月： 旧農専最後の卒業式。
- 1952年7月11日： 旧制長野県立農林専門学校、廃止 （文部省告示第39号）。

## 校地
設立当初は、母体となった県立上伊那農業学校 （現・上伊那農業高校） および伊那商業学校校舎 （現・伊那公園付近） を仮校舎として使用した。本来の校地 （南箕輪村8304番地） への校舎建設は遅れ、1947年にようやく一部が竣工し、仮校舎から移転した。南箕輪村の校地は後身の信州大学農学部に引き継がれ、現在に至っている。

## 歴代校長
- 初代： 村上明彦 （1945年3月1日 - 1946年7月31日）
  - 県立上伊那農業学校校長と兼務。
- 校長事務取扱： 尾中文彦 （1946年8月1日 - 1946年11月30日）
- 第2代： 高木五六 （1946年12月1日 - 1948年2月29日）
- 校長事務取扱： 倉沢賢蔵 （1948年3月1日 - 1948年5月31日）
- 第3代： 草刈虎雄 （1948年6月1日 - 1950年2月28日）
- 第4代： 田中八百八 （1950年3月1日 - 1950年3月31日）
- 第5代： 鈴木秀雄 （1950年4月1日 - 1951年9月30日）

## 関連書籍
- 作道好男、作道克彦 編『信州大学農学部史』教育文化出版教育科学研究所、1987年1月。全国書誌番号:21963537。